# Anoplogynopsis concolor
Genre
Espèce
Anoplogynopsis concolor, unique représentant du genre Anoplogynopsis, est une espèce d'opilions laniatores de la famille des Gonyleptidae.

## Distribution
Cette espèce est endémique de l'État de São Paulo au Brésil. Elle se rencontre vers Altinópolis.

## Description
Le mâle holotype mesure 5,0 mm.

## Publication originale
- Soares, 1966 : « Novos opiliões da coleção "Otto Schubart" (Opiliones: Cosmetidae, Gonyleptidae, Phalangodidae). » Papeis Avulsos do Departamento de Zoologia, vol. 18, p. 103–115.